# Consuelo Sáenz de la Calzada
Consuelo Sáenz de la Calzada Gorostiza (León, 1914-Madrid, 1997) fue una investigadora, historiadora del arte y escritora de novela negra española. Muchas de sus obras las firmaba con seudónimo.

## Trayectoria
Nació en León en 1914. Fue hija de Crisanto Sáenz de la Calzada, catedrático de la Facultad de Veterinaria de la Universidad de León. Tanto ella como sus hermanos, Pilar, José, Isaac, Arturo, Carlos y Luis, recibieron una formación vinculada a la Institución Libre de Enseñanza (ILE).
Estudió en la Residencia de Señoritas de Madrid al igual que su hermana Pilar. Posteriormente, se licenció en Historia del arte en la Universidad Central de Madrid, en la que fue discípula del historiador del arte Diego Angulo Iñíguez. Ejerció la docencia como profesora del Seminario de Arte de la Facultad de Filosofía y Letras de la Universidad Central de Madrid. 
Como escritora, se dedicó a la novela negra, en la que fue pionera. Firmó sus obras con varios seudónimos como C.S. Rowand, C.S. Roadway, C.S. Calzada, Consuelo de la Calzada o C.U. Pagate. Algunas de sus novelas se publicaron en la Biblioteca Oro de la Editorial Molino.
Falleció en Madrid en 1997.

## Obra
- 1939 – Un muerto en la cancha. Editorial Moret.
- 1942 – Un muerto en la casa gris. Editorial Moret.
- 1942 – Casada por poder. Madrid
- 1951 – La casa de la viuda. Editorial Molino.
- 1972 – El escribano manco. Madrid
- 1982 – Los hijos del señor enigma. C.S.Calzada. ISBN 84-300-7011-7.

## Reconocimientos
En 2020, fue incluida dentro del proyecto “Mujeres Investigadoras en los Archivos Estatales (1900-1970)” para la descripción archivística y creación de un micrositio específico en el Portal de Archivos Españoles (PARES), desarrollado entre 2020-2023. Este proyecto ha sido impulsado por la Subdirección General de Archivos Estatales, con el objetivo visibilizar la labor de investigación realizada en España por las mujeres en el intervalo 1900-1970 partiendo de los registros documentales que se conservan en los Archivos de Gestión de los AAEE del Ministerio de Cultura (el Archivo Histórico Nacional, el Archivo de la Corona de Aragón, el Archivo General de Simancas, el Archivo General de Indias, el Archivo de la Real Chancillería de Valladolid, el Archivo General de la Administración y el Centro de Información Documental de Archivos).